# Муруа, Хуан Карлос
Хуан Карлос Муруа (исп. Juan Carlos Murúa; 17 июля 1935, Аргентина — 26 марта 2023) — аргентинский футболист и футбольный тренер, играл на позиции защитника. Чемпион Южной Америки 1959 года.

## Биография

### Игровая карьера
Муруа дебютировал за «Расинг» 28 апреля 1956 года в матче против «Эстудиантеса» — та встреча закончилась со счётом 0:0. В составе «Расинга» он играл с 1956 по 1961 год, выиграл два чемпионских титула в 1958 и 1961 годах и сыграл за этот клуб 114 матчей.
В составе сборной Аргентины играл на чемпионате Южной Америки 1959 года, где был основным игроком и сыграл в 5 матчах на турнире. Вместе со сборной он выиграл континентальное первенство. В матче против сборной Бразилии (1:1) Муруа персонально опекал одного из лидеров бразильской атаки того времени Гарринчи и фактически свёл на нет его действия. В декабре 1959 года на очередном турнире он сыграл в 4 матчах и вместе со сборной завоевал серебряные медали.
В последующие годы Муруа играл за «Архентинос Хуниорс» и «Платенсе», с которым в 1964 году пробился в Высший дивизион.

### Тренерская карьера
В качестве главного тренера Муруа возглавлял такие клубы как «Химнасия и Эсгрима», «Платенсе», «Тальерес» и «Лос-Андес».

### Смерть
Скончался 26 марта 2023 года после продолжительной болезни в возрасте 87 лет.

## Достижения
«Расинг (Авельянеда)»
- Чемпион Аргентины (2): 1958, 1961

 Аргентина
- Чемпион Южной Америки (1): 1959